# Kaliwungu (plaats in Kudus)
Kaliwungu is een bestuurslaag in het regentschap Kudus van de provincie Midden-Java, Indonesië. Kaliwungu telt 7515 inwoners (volkstelling 2010).